# Блоф'єлла-Шекерф'єлла (національний парк)
Національний парк Блаф'єлла–Шекерф'єлла (норв. Blåfjella-Skjækerfjella nasjonalpark, пд.-саам. Låarte-Skæhkere vaarjelimmiedajve) розташований у фюльке Треннелаг, Норвегія. Це третій за величиною національний парк на материковій частині Норвегії та одна з найбільших справжніх пустель, що залишились. Він розташований у муніципалітетах Вердал, Снаса, Гронг, Лієрне та Стейнх'єр. Місцевість характеризується гірськими рівнинами, озерами, лісистими долинами, болотами та кількома гірськими вершинами (Мідтліклумпен сягає 1 333 метри or 4 373 фути над рівнем моря). Народ саамів проживав і використовував цей район кілька століть. Тут є багато пам'яток культури саамів, таких як поселення, місця збору, місця поховань та священні місця.
Парк пропонує хороші можливості для полювання, риболовлі та інших видів відпочинку на природі. Місцевість придатна для відстрілу куріпки та іншої дрібної дичини, а також є низка озер із пстругом струмковим та палією. Є багато стежок для походів, деякі з яких позначені, хоча і не взимку. Є також кілька гірських притулків, доступних для ночівлі.
Національний парк Грессамоен, який був створений у 1970 році і мав площу 182 квадратні кілометри (70 миля2), був включений до національного парку Блаф'єлла-Шекерф'єлла у 2004 році. Національний парк Лієрне розташований на схід від Національного парку Блаф'єлла — Шекерф'єлла.

## Флора і фауна
Парк відомий як місце, де ялина вперше була завезена (перенесена) в Норвегію. Існує велика різноманітність типів природи, включаючи ділянки незайманого перестійного лісу в долинах. Флора включає як прибережні види, так і більш типові внутрішні види, а також альпійські рослини. Геологія включає як м'яку корінну породу, що сприяє зростанню рослин, так і ділянки з дуже твердою породою набагато гіршою для життя рослин.
Усього в парку спостерігали 28 видів ссавців та багато видів птахів. Тут був знайдений рідкісний песець та всі великі хижаки в материковій частині Норвегії. Сюди входять бурий ведмідь, рись, росомахи та сірий вовк, хоча вовка бачать дуже рідко. Також є три види оленів: лось, сарна та благородний олень. Поруч із парком розташовані чотири природні заповідники: природний заповідник Арвасслія, заповідник Берґлімира та Клумпліф'єлет, заповідник Ґаундальсмира та заповідник Шторфлоа.

## Назва
Парк був названий Блаф'єлла–Шекерф'єлла у 2004 році, коли він був створений. Blåfjella означає «сині гори» (-fjella — кінцева множина fjell, що означає «впала» або «гора»). Першим елементом у Skjækerfjella є множина skjæker, що означає «вали (вагона)» — тут маються на увазі довгі гірські хребти. Обидві назви, швидше за все, є норвегізацією імен саамів у цих гірських районах: Låarte та Skæhkere.